# دریپ (ترانه بیبی‌مانستر)
«دریپ» (انگلیسی: Drip) ترانه‌ای از گروه دخترانهٔ کره‌ای بیبی‌مانستر برای نخستین آلبوم استودیویی این گروه با همین نام است. این ترانه در ۱ نوامبر ۲۰۲۴ به‌عنوان تک‌آهنگ آغازین آلبوم از سوی وای‌جی انترتینمنت منتشر شد.

## پیش‌زمینه
در ۲۴ ژانویه ۲۰۲۴، یانگ هیون سوک، مدیرعامل وای‌جی انترتینمنت اعلام کرد که بیبی‌مانستر در ۱ آوریل نخستین مینی‌آلبوم خود را منتشر خواهد کرد و یک آلبوم کامل استودیویی نیز برای اواخر همان سال در برنامه قرار دارد. او سپس در ۱۹ مه اعلام کرد که گروه، یک تک‌آهنگ پیش از انتشار آلبوم آتی خود را در اوایل ژوئیه منتشر خواهد کرد؛ و این ترانه با عنوان «برای همیشه» در ۱ ژوئیه منتشر شد. در ۸ اکتبر، وای‌جی انترتینمنت اعلام کرد که نخستین آلبوم استودیویی بیبی‌مانستر با عنوان دریپ در ۱ نوامبر منتشر خواهد شد. در همان روز، فهرست قطعات آلبوم نیز منتشر شد که نشان می‌داد ترانهٔ «دریپ» به‌عنوان تک‌آهنگ آغازین آلبوم انتخاب شده است. یانگ هیون سوک همچنین در ویدئوی اطلاع‌رسانی اعلام کرد که تیزرهایی برای بیشتر قطعات آلبوم در هفته‌های آینده منتشر خواهد شد، اما برای قطعهٔ «دریپ» هیچ تیزری منتشر نخواهد شد. این ترانه به همراه موزیک ویدئوی رسمی آن در ۱ نوامبر ۲۰۲۴ منتشر شد.

## موزیک ویدئو
رورا یکی از اعضای گروه توضیح داد که موزیک ویدئوی «دریپ» شامل رقص‌های فری‌استایل و فضایی آرام و خودمانی است؛ به طوریکه اعضا بیشتر در حال لذت بردن و تفریح هستند تا اجرای رقص‌های سنگین و پیچیده. او بیان کرد که در حالی‌که ترانهٔ قبلی گروه به نام «شیش»، اثری در سبک هیپ هاپ سنگین و پرتنش بود، «دریپ» سبکی آرام‌تر، سرزنده‌تر و سرگرم‌کننده‌تر از هیپ هاپ را ارائه می‌دهد که با استایل مخصوص وای‌جی هماهنگ است.

## گواهی‌نامه‌ها
| منطقه                                  | گواهی  | واحد گواهی‌شده/فروش |
| استریم                                 | استریم | استریم             |
| -------------------------------------- | ------ | ------------------ |
| ژاپن (آرآی‌ای‌جی)                        | طلا    | ۵۰٬۰۰۰٬۰۰۰         |
| رقم فقط پخش جاری تنها بر پایهٔ گواهی‌ها. |        |                    |